# Breidablik
Na mitologia nórdica, Breidablick ou Breidablique (em nórdico antigo: Breiðablik) é o palácio de Balder e Nana em Asgard. A casa teria um telhado de prata, suportada por colunas douradas.
| “ | Depois, há também um lugar que é a morada chamada Breidablik, e não há mais no céu uma habitação justa. | ” |